# Municipio de Vårgårda
Vårgårda (en sueco: Vårgårda kommun) es un municipio en la provincia de Västra Götaland, al suroeste de Suecia. Su sede se encuentra en la localidad de Vårgårda. El municipio se creó en 1952 cuando los antiguos municipios de Vårgårda, Bråttensby y Landa se fusionaron.

## Localidades
Hay tres áreas urbanas (tätort) en el municipio:
| # | Tätort     | Población |
| - | ---------- | --------- |
| 1 | Vårgårda   | 5703      |
| 2 | Östadkulle | 414       |
| 3 | Horla      | 218       |